# Reinsdorfer Industriebahn
| Streckennummer: | sä. RI               |                                             |                                         |
| Kursbuchstrecke: | -                    |                                             |                                         |
| Streckenlänge: | 16,694 km            |                                             |                                         |
| Spurweite: | 1435 mm (Normalspur) |                                             |                                         |
| Maximale Neigung: | 28,57 ‰              |                                             |                                         |
| Minimaler Radius: | 141 m                |                                             |                                         |
| |                      |                                             |                                         |
| \| \| \| von Werdau Bogendreieck \| \| \| \| \| von Falkenstein \| \| \| \| \| Zwickau (Sachs) Hbf (Keilbahnhof) \| \| \| \| \| nach Dresden \| \| \| \| 0,000 \| Abzw Zwickau (Sachs) Hbf Stw B 4 \| 275 m \| \| \| \| nach Schwarzenberg \| \| \| \| 0,440 \| Abzw Zwickau (Sachs) Hbf Stw W 3 \| 275 m \| \| \| \| nach Pöhlau \| \| \| \| 0,820 \| Anst VHZ Schrott \| Anst VHZ Schrott \| \| \| 0,830 \| EÜ Saarstraße (14 m) \| EÜ Saarstraße (14 m) \| \| \| \| Systemwechsel auf Straßenbahn Zwickau \| \| \| \| 1,50 \| Zwickau Stadthalle \| Zwickau Stadthalle \| \| \| \| nach Zwickau-Zentrum (Zwickauer Modell) \| \| \| \| 1,510 \| Zwickau-Schedewitz Gbf \| 269 m \| \| \| 2,050 \| Zwickau Hbf–Zwickau Zentrum \| Zwickau Hbf–Zwickau Zentrum \| \| \| 2,250 \| Bundesstraße 93 \| Bundesstraße 93 \| \| \| 2,400 \| Flutbrücke (76 m) \| Flutbrücke (76 m) \| \| \| 2,500 \| Zwickauer Mulde (64 m) \| Zwickauer Mulde (64 m) \| \| \| 2,600 \| Anst Forstschacht \| Anst Forstschacht \| \| \| 3,000 \| Anst Hermannschacht \| Anst Hermannschacht \| \| \| 3,250 \| Anst Augustusschacht \| Anst Augustusschacht \| \| \| 3,373 \| Anst Wilhelmschacht / Morgensternschacht II \| 290 m \| \| \| \| \| \| \| \| 0,0003,859 \| Abzw Oberhohndorfer Kohlebahn \| 295 m \| \| \| 1,300 \| Anst Rauch- und Winterschacht \| 315 m \| \| \| 2,300 \| Anst Leefeldgrube und Fünfnachbargrube \| 315 m \| \| \| \| \| \| \| \| 4,500 \| Anst Florentin-Kästner-Schacht \| Anst Florentin-Kästner-Schacht \| \| \| 4,700 \| EÜ Wirtschaftsweg \| EÜ Wirtschaftsweg \| \| \| 4,910 \| Anst Morgensternschacht I \| Anst Morgensternschacht I \| \| \| 5,100 \| EÜ Wirtschaftsweg \| EÜ Wirtschaftsweg \| \| \| 5,128 \| Anst Martin-Hoop-Schacht VII \| Anst Martin-Hoop-Schacht VII \| \| \| 5,287 \| (Streckenende) \| 315 m \| |                      |                                             |                                         |
| Strecke |                      | von Werdau Bogendreieck                     | von Werdau Bogendreieck                 |
| Abzweig geradeaus und von rechts |                      | von Falkenstein                             | von Falkenstein                         |
| Bahnhof |                      | Zwickau (Sachs) Hbf (Keilbahnhof)           | Zwickau (Sachs) Hbf (Keilbahnhof)       |
| Abzweig geradeaus und nach links |                      | nach Dresden                                | nach Dresden                            |
| ehemalige Blockstelle | 0,000                | Abzw Zwickau (Sachs) Hbf Stw B 4            | 275 m                                   |
| Abzweig geradeaus und nach rechts |                      | nach Schwarzenberg                          | nach Schwarzenberg                      |
| ehemalige Blockstelle | 0,440                | Abzw Zwickau (Sachs) Hbf Stw W 3            | 275 m                                   |
| Abzweig geradeaus und ehemals nach links |                      | nach Pöhlau                                 | nach Pöhlau                             |
| Abzweig geradeaus und ehemals nach links | 0,820                | Anst VHZ Schrott                            | Anst VHZ Schrott                        |
| Brücke | 0,830                | EÜ Saarstraße (14 m)                        | EÜ Saarstraße (14 m)                    |
| Grenze mit U-Bahn |                      | Systemwechsel auf Straßenbahn Zwickau       | Systemwechsel auf Straßenbahn Zwickau   |
| U-Bahn-Haltepunkt / Haltestelle | 1,50                 | Zwickau Stadthalle                          | Zwickau Stadthalle                      |
| Abzweig mit U-Bahn ehemals geradeaus und nach rechts |                      | nach Zwickau-Zentrum (Zwickauer Modell)     | nach Zwickau-Zentrum (Zwickauer Modell) |
| Dienststation / Betriebs- oder Güterbahnhof (Strecke außer Betrieb) | 1,510                | Zwickau-Schedewitz Gbf                      | 269 m                                   |
| Kreuzung mit U-Bahn (Strecke geradeaus außer Betrieb) | 2,050                | Zwickau Hbf–Zwickau Zentrum                 | Zwickau Hbf–Zwickau Zentrum             |
| Brücke (Strecke außer Betrieb) | 2,250                | Bundesstraße 93                             | Bundesstraße 93                         |
| Brücke (Strecke außer Betrieb) | 2,400                | Flutbrücke (76 m)                           | Flutbrücke (76 m)                       |
| Brücke über Wasserlauf (Strecke außer Betrieb) | 2,500                | Zwickauer Mulde (64 m)                      | Zwickauer Mulde (64 m)                  |
| Abzweig geradeaus und von rechts (Strecke außer Betrieb) | 2,600                | Anst Forstschacht                           | Anst Forstschacht                       |
| Abzweig geradeaus und von rechts (Strecke außer Betrieb) | 3,000                | Anst Hermannschacht                         | Anst Hermannschacht                     |
| Abzweig geradeaus und von rechts (Strecke außer Betrieb) | 3,250                | Anst Augustusschacht                        | Anst Augustusschacht                    |
| Abzweig geradeaus und nach links (Strecke außer Betrieb) | 3,373                | Anst Wilhelmschacht / Morgensternschacht II | 290 m                                   |
| Strecke von links (außer Betrieb) · Abzweig geradeaus und von rechts (Strecke außer Betrieb) |                      |                                             |                                         |
| Strecke (außer Betrieb) · Blockstelle (Strecke außer Betrieb) | 0,0003,859           | Abzw Oberhohndorfer Kohlebahn               | 295 m                                   |
| Abzweig geradeaus und nach links (Strecke außer Betrieb) · Strecke (außer Betrieb) | 1,300                | Anst Rauch- und Winterschacht               | 315 m                                   |
| Abzweig geradeaus und von rechts (Strecke außer Betrieb) · Strecke (außer Betrieb) | 2,300                | Anst Leefeldgrube und Fünfnachbargrube      | 315 m                                   |
| Strecke (außer Betrieb) |                      |                                             |                                         |
| Abzweig geradeaus und nach rechts (Strecke außer Betrieb) | 4,500                | Anst Florentin-Kästner-Schacht              | Anst Florentin-Kästner-Schacht          |
| Strecke mit Straßenbrücke (Strecke außer Betrieb) | 4,700                | EÜ Wirtschaftsweg                           | EÜ Wirtschaftsweg                       |
| Abzweig geradeaus und nach rechts (Strecke außer Betrieb) | 4,910                | Anst Morgensternschacht I                   | Anst Morgensternschacht I               |
| Strecke mit Straßenbrücke (Strecke außer Betrieb) | 5,100                | EÜ Wirtschaftsweg                           | EÜ Wirtschaftsweg                       |
| Abzweig geradeaus und nach links (Strecke außer Betrieb) | 5,128                | Anst Martin-Hoop-Schacht VII                | Anst Martin-Hoop-Schacht VII            |
| | 5,287                | (Streckenende)                              | 315 m                                   |

Die Reinsdorfer Industriebahn war eine nur dem Güterverkehr dienende Nebenbahn in Sachsen, die ursprünglich als Kohlenbahn durch die private A.G. Oberhohndorf-Reinsdorfer Kohleneisenbahn erbaut wurde. Sie verlief von Zwickau zu den Steinkohleschächten in der Flur Reinsdorf.

## Geschichte

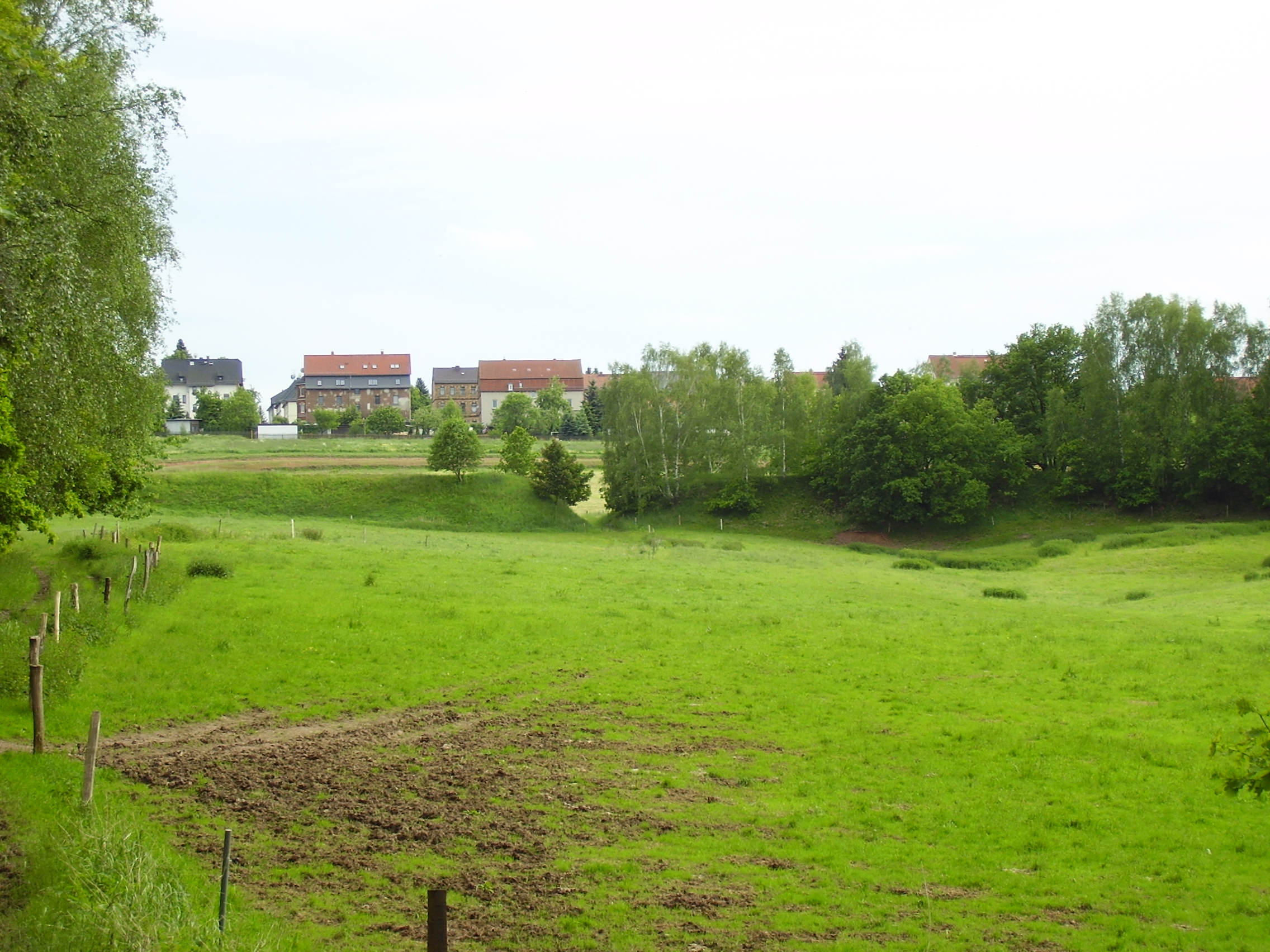
Bahndamm Anschlußgleis Kästnerschacht II

Im Jahr 1999 wurde ein Teil der stillgelegten Trasse in das Zwickauer Modell (Bahnstrecke Zwickau–Zwickau-Zentrum) einbezogen, bei dem Eisenbahnfahrzeuge nach EBO auf die Straßenbahngleise in Zwickau übergehen.